# Kąt naturalnego spoczynku
Kąt naturalnego spoczynku (kąt naturalnego zsypu, kąt naturalnego stoku, kąt tarcia) – jest to kąt maksymalnego nachylenia stoku, przy którym materiał skalny nie ulega przemieszczaniu.